# Киялы-Буртя
Киялы-Буртя, в верховьях Унгир  — река в России и Казахстане, протекает по Оренбургской и Актюбинской областям. Устье реки находится в 1580 км от устья Урала по левому берегу. Длина реки — 80 км, площадь водосборного бассейна — 2200 км². В среднем течении по реке проходит граница России и Казахстана.

## Притоки
Основные притоки (расстояние от устья):
- 27 км: река Кучукбай
- 36 км: река Кия
- 46 км: река Абдан
- 57 км: река Айдарлысай
- 62 км: река Тарангул
- 70 км: река Караунгир

## Данные водного реестра
По данным государственного водного реестра России относится к Уральскому бассейновому округу, водохозяйственный участок реки — Урал от города Орск до впадения реки Сакмара. Речной бассейн реки — Урал (российская часть бассейна).
Код объекта в государственном водном реестре — 12010000812112200004164.